# A Wild Hare
A Wild Hare är en tecknad kortfilm från 1940 i serien Merrie Melodies regisserad av Tex Avery. Filmen har Helmer Mudd och Snurre Sprätt i rollerna, den senare i vad som brukar räknas som hans första officiella framträdande.

## Handling
Helmer Mudd är ute på kaninjakt. Han hittar några spår som leder till ett hål. Han försöker locka ut kaninen med en morot, men den drar en hand ur sitt hål och tar tag i moroten och drar kvickt in den. Helmer sticker ner sitt gevär i hålet, men kaninen drar ner geväret och knyter en knut av gevärspipan. Helmer kastar bort geväret och försöker gräva hålet större. Då kommer Snurre Sprätt ut ur ett andra hål. Han går fram till Helmer och frågar "Öh, hur är läget?" Helmer förklarar att han jagar en kanin. Snurre frågar honom hur en kanin ser ut. Helmer beskriver en kanin för honom i detalj. Snurre säger till honom att han är en kanin innan han försvinner därifrån. Han gömmer sig bakom träd och Helmer följer efter honom. Snurre sätter händerna för ögonen på Helmer och låter honom gissa vem det är. Vid det fjärde försöket ger Elmer rätt svar. Snurre kysser honom och dyker sedan ner i sitt hål.
Helmer sätter ut en fälla nära hålet, en morot under en låda. Snart går fällan igen men det visar sig att han fångat en skunk istället. Snurre säger till Helmer att han kan skjuta Snurre. Helmer går med på det och Snurre ställer sig under ett träd. Helmer skjuter och missar, nu spelar Snurre att han är döende. När det verkar som han har dött vänder sig Helmer bort och gråter. Då res sig Snurre och ger Helmer en så hård spark därbak att Helmer flyger upp i luften och slår huvudet mot en gren. När han landat dansar Snurre iväg som en ballerina. Helmer stampar på sin mössa och går iväg i avsky medan han ropar "Kaniner, kaniner!" Snurre vänder sig till de som tittar och kallar Helmer galen, sedan går han iväg medan han låtsas spela sin morot som en flöjt.

## Om filmen
Filmen nominerades till en Oscar för bästa animerade kortfilm, men förlorade till förmån för The Milky Way.